# Doddaramapura, Chiknayakanhalli
Doddaramapura là một làng thuộc tehsil Chiknayakanhalli, huyện Tumkur, bang Karnataka, Ấn Độ.